# Teucholabis (Teucholabis) flavofimbria
Teucholabis (Teucholabis) flavofimbria is een tweevleugelige uit de familie steltmuggen (Limoniidae). De soort komt voor in het Neotropisch gebied.